# توماس اولسون (متزحلق جبال الألب)
توماس اولسون (بالسويدية: Tomas Olsson)‏ هو متسلق جبال سويدي، ولد في 18 مارس 1976 في كريستينه هامن في السويد، وتوفي في 16 مايو 2006 في جبل إفرست في الصين.